# Римска комуникација Паник–Ријечани–Никшић
Римска комуникација Паник—Ријечани—Никшић (лат. Leusinium—Sаllunto—Anderba) била је један од путних праваца, са успутним насељима, у саставу римске провинције Далмације (раније Горњег Илирика) данас у источној Херцеговини и западној Црној Гори. Од станице Ad Zizio (Моско или Укшићи у Љубомиру) пут је ишао источно на Leusinium (Паника код Билеће), потом преко станице Sаllunto (Ријечани – источно од Билеће на путу ка Никшићу). Један крак комуникације је из станице Leusinium ишао источно преко станице Sаllunto на Андербу, а други северно у унутрашњост провинције Далмације, преко Гацка ка Подрињу. Археолошки налази (остаци римског насеља, пута, фрагменти миљоказа) са локалитета у Панику, Ријечанима и Никшићу (југ провинције Далмације) указују на то да је ово подручје Босне и Херцеговине релативно рано било повезано мрежом римских комуникација.

## Историја
Доласком Римљана у Далматинске и Херцеговачке крајеве, наступио је сурови период романизације, што је изазвало отпор локалног староседилаца. Због тога су Римљани изложили Далмацију и Херцеговину тешкој експлоатацији и истребљењу становништва. Доведене су јаке војне јединице и предузет је читав низ мера, да би се новоосвојени крајеви, што пре укључили у живот ове велике империје. Било је то у 4. веку. 
Да би се олакшало војсци продирање кроз Далматинске и Херцеговачке крајеве, Римљани су почели изградњу путева, који су уједно служили и за развој трговине. Посебан значај је имао римски пут који је спајао Цавтат и Требиње и Требиње и Никшић. Траса овога пута према мишљењу археолога ишла је од Требиња
узводно до Нецвијећа, а одатле је скретала према северозападу преко Моска и избила на Кленак. Онда, преко Врчевице на Требишњицу до Паника, и код Парежа, прелазила на другу страну реке, продужујући према Никшићу. Изградња пута највероватније је почела у време цара Тиберија, а завршен у време цара Клаудија.

## Геоморфологија и друге карактеристике комуникације
Када је реч о геоморфолошким карактеристикама терена по коме је грађена овај пут он је крашки и брдовит тако да је његово трасирање било могуће само кроз природне пролазе масива Динарида. Римске власти су водиле рачуна да дуж комуникација обезбеде пијаћу воду у овим крашким безводним пределима па су местимично уз саобраћајницу градили бунаре. Уз ову саобрачајницу бунари су се налазили у Кљаковици, Дрпама, Каргуша-води, Тупану и Ријечанима.
У модерној историографији се сматра да је у Леусинијуму траса римске комуникације прелазила са десне на леву обалу Требишњице. О постојању моста свједочи топономастика и, што је далеко значајније, један епиграфски извор. Мештани тврде да се темељи римског моста могу видети на месту Мостине када опадне водостај Требишњице. Постојање моста потврђује гранични натпис уклесан у живу стену, на удаљености од једног километра низводно од Мостина, пронађен 1959. године: 
L. Funisulanus Vet/onianus leg(atus) pr(o) pr[aet(ore)]/[po]ntem et terminos/[re]novari ius(s)it per/T. 
Cas(s)ium Frontonem/o(ptionem) leg(ionis) IIII F(laviae) f(elicis) in/[fun]do Vesiio (!) C( )/S( ) C( ) D( ) L( ) V( ).
Натпис говори о поправци моста и обнови међаша на реци Требишњици.
Траса пута од Леусинијума се кретала до места под називом Мостине, одакле је по прелазу реке Требишњице излазила на превој села Кљакoвица и Јарамазове куће, где је било стајалиште.  Археолози су између станица Мостине и Јарамазове куће открили више одломака миљоказа без натписа.
Источно од Тупана, односно Тамуровог брда, на удаљености оd 3 км, на каменитом тлу налазило стајалиште Врање Присоје. На његовом ширем платоу пронађено је седам одломака миљоказа без натписа. Око 1,5 км источније од стајалишта Врање Присоје, римска комуникација је долазилa у станицу Ријечани.
Од стајалишта у Ријечанима пут се пружао према истоку преко ријечанске долине поред Будетине Градине, са њене јужне стране. Од овог локалитета један крак пута ишао је према истоку поклапајући се највјеровтније са путељком који је водио у истом правцу до некадашње школе и железничке станице у Подбожуру, на удаљености од око три километра. Од Подбожура пут је ишао према Андерту  Aрема, све до цркве у Трубјели поклапајући се са савременом комуникацијом. По причи мештана сматра се да је на овом месту било стајалиште на коме са неколика миљоказа, док се други крак одвајао према југозападу.
Источно од Трубјеле, од савремене саобраћајнице, одвајала се римска цеста, спуштајући се у Војин До, да би се потом овом долином пружала све до Никшићког поља, према Сланском језеру. Од Сланског језера према североистоку, римска цеста је пролазила дубоко испод савремене комуникације, кроз село Кусиде.  
Римска цеста даље иде источно, поклапајући се са савременом комуникацијом преко испресецаног терена који се назива Риђанске рупе, долазећи у село Штедим (Моштаница). На овом локалитету су откривени остаци античких зграда, налази римског новца као и четири одломка миљоказа (два велика и два мања). Сматра се са да је римска комуникација пролазила Штедимом до цркве, а затим преко моста на Моштаници. Отприлике око старог моста сматра се да је било стајалиште миљоказа. 
Даљи правац римскоког пута преко Никшићког поља истраживачи нису установили али се претпоставља да је ишао југоисточном страном Поља, званом Сливље.

## Насеља на комуникацији

### Паник — Leusinium (Leusinio — Leusino)
У римско доба као прво насеље на овој комуникацији развило се веће насеље на локалитету данашњег Паника који је идентификован под називом Leusinium  (30. п. н. е. — 640 п. н. е.). 
Паник се налази јужно од Билеће, на десној обали Требишњице. Према Д. Сергејевском  Леусинијум није био само римско насеље већ и уцртана путна  путна станица  Leusinium, у римским итинерарима.

### Ријечани —  Сунтулија — Salthua
Ријечани се простиру у северном делу речанске долине. Данас се овај локалитет носи називе Ријечиани — Salthua — Сунтулија  (30. п. н. е. — 640 п. н. е.). Римска легија, су на Будетиној градини у Ријечанима, изградили каструм (утврђење) одакле је пуцао поглед на брда, равнице и реку, која је тада хучала и по којој је ово село добили оме. Одатле су пажљиво чували богати дворац (насеље) Salthua, које се простирао око градине које је настало негде у првом веку.
Римски пут је у Речане долазио са запада, а из њих одлазио у правцу истока.
У Сунтулији су археолози открули миљоказа без натписа док се остаци римско насеља само назиру јер су највећи део античких остатака мештани Ријечана са површине земље искористили је за изградњу кућа.
Римска комуникација са узвишења на коме се данас налази школа у Ријечанима, силазио је у долину и поново се поњао уз планинску страну, настављајући подножјем Будетине градине.

### Никшић —  Castrum Anderba — Andarva - Sanderua
Војно утврђење Андерба (лат. castrum Anderba), настало је 4. веку у Никшићком пољу, као раскрсници важних путних праваца који су повезивали уже територије и суседне области, позициониран на природном стеновитом хумку у пољу између Студеначких главица и Требјесе. Тачна локација римској насеобини Андерба  (30. п. н. е. — 640 п. н. е.), је непозната јер су сви материјални докази нестала, а о локацији нема ни непосредних писаних извора.
Како су на подручју Капина поља нађени остаци античких насеобина, фрагменти цигле и одломци три миљоказа.. М. Гарашанин претпоставља да се станица Андерба налази у близини Никшића.